# 約維爾 (英國國會選區)
約維爾（英語：Yeovil），英國國會一郡選區，位於英格蘭薩默塞特郡。設於1918年。
本區議席1983年前為保守黨控制，此後一直為自由黨（今自民黨）所控制。2010年大選中自民黨的大衛·勞斯以55.7%選票勝出該區二度連任。2015年起則由保守黨奪回，自此當區議員為馬庫斯·費什。